# Lost Worker Bee
Lost Worker Bee is een nummer van de Britse band Elbow uit 2015. Het is afkomstig van de Lost Worker Bee EP.

## Achtergrondinformatie
De titel is een verwijzing naar Manchester, de thuisstad van Elbow. "Het symbool van Manchester is voor honderden jaren de werkbij geweest". "Lost Worker Bee" gaat volgens frontman Guy Garvey over het vinden van liefde ver weg van huis. Garvey schreef het nummer, nadat hij na 10 jaar huwelijk scheidde van zijn toenmalige vriendin, journaliste en schrijfster Emma Jane Unsworth, tijdens de opnames van het album The Take Off and Landing of Everything uit 2014. Hij vertelde aan The Independent dat "Lost Worker Bee" gaat over hoe "verloren en op zoek naar liefde" hij was na hun breuk. Toch heeft de tekst ook iets hoopvols. "Je wordt er beter in om ermee om te gaan", aldus Garvey, verwijzend naar eerdere relaties. "Vallen en nog eens vallen. Ik heb nergens spijt van, van geen enkele beslissing die ik heb genomen. Maar 'Lost Worker Bee' heeft ook iets positiefs, het zit vol mogelijkheden. En dat moet je altijd in je achterhoofd houden".
Het nummer werd nergens een hit; het bereikte de 123e positie in Elbows thuisland het Verenigd Koninkrijk. In Nederland werd het nummer door NPO 3FM gedraaid, maar ook de Nederlandse hitlijsten werden niet gehaald.

## Tracklijst
- Muziekdownload

1. "Lost Worker Bee" - 4:53